# 3305 Сіадамс
3305 Сіадамс (3305 Ceadams) — астероїд головного поясу, відкритий 21 травня 1985 року.
Тіссеранів параметр щодо Юпітера — 3,359.